# Pseudogarypidae
Pseudogarypidae es una pequeña familia de pseudoscorpiones. La mayoría de las especies se encuentran en Norteamérica, mientras que una especie es endémica de Tasmania.

## Especies
- Neopseudogarypus J.C.H. Morris, 1948

- Neopseudogarypus scutellatus J.C.H. Morris, 1948 — Tasmania

- Pseudogarypus Ellingsen, 1909

- Pseudogarypus banksi Jacot, 1938 — Quebec, noreste EUA
- Pseudogarypus bicornis (Banks, 1895)
- † Pseudogarypus extensus Beier, 1937 — fósil
- † Pseudogarypus hemprichii (C. L. Koch & Berendt, 1854) — fósil: Oligoceno
- Pseudogarypus hesperus J.C. Chamberlin, 1931 — Oregón, Washington
- Pseudogarypus hypogeus Muchmore, 1981 — Arizona
- † Pseudogarypus minor Beier, 1947 — fósil (ámbar báltico)
- Pseudogarypus orpheus Muchmore, 1981 — California
- Pseudogarypus spelaeus Benedict & Malcolm, 1978 — California